# Reticunassa rotunda
Reticunassa festiva is een slakkensoort uit de familie van de Nassariidae. De wetenschappelijke naam van de soort is voor het eerst geldig geplubiceerd in 1896 door Melvill & Standen.